# Георге Поповић (рвач)
Георге Поповић (рум. Gheorghe Popovici) (рођен 4. маја 1938. у Кишињеву) румунски је рвач. Такмичио се на Летњим олимпијским играма 1960. и на Летњим олимпијским играма 1964.